# Cullen corylifolium
Cullen corylifolium es una planta importante en la India en la medicina Ayurveda y Tamil Siddha, y también en la medicina tradicional china. Las semillas de esta planta contienen una variedad de cumarinas incluyendo psoraleno. Las semillas tienen una variedad de usos medicinales tradicionales, pero el papel específico (si lo hay) del psoraleno en estos usos es desconocido. 

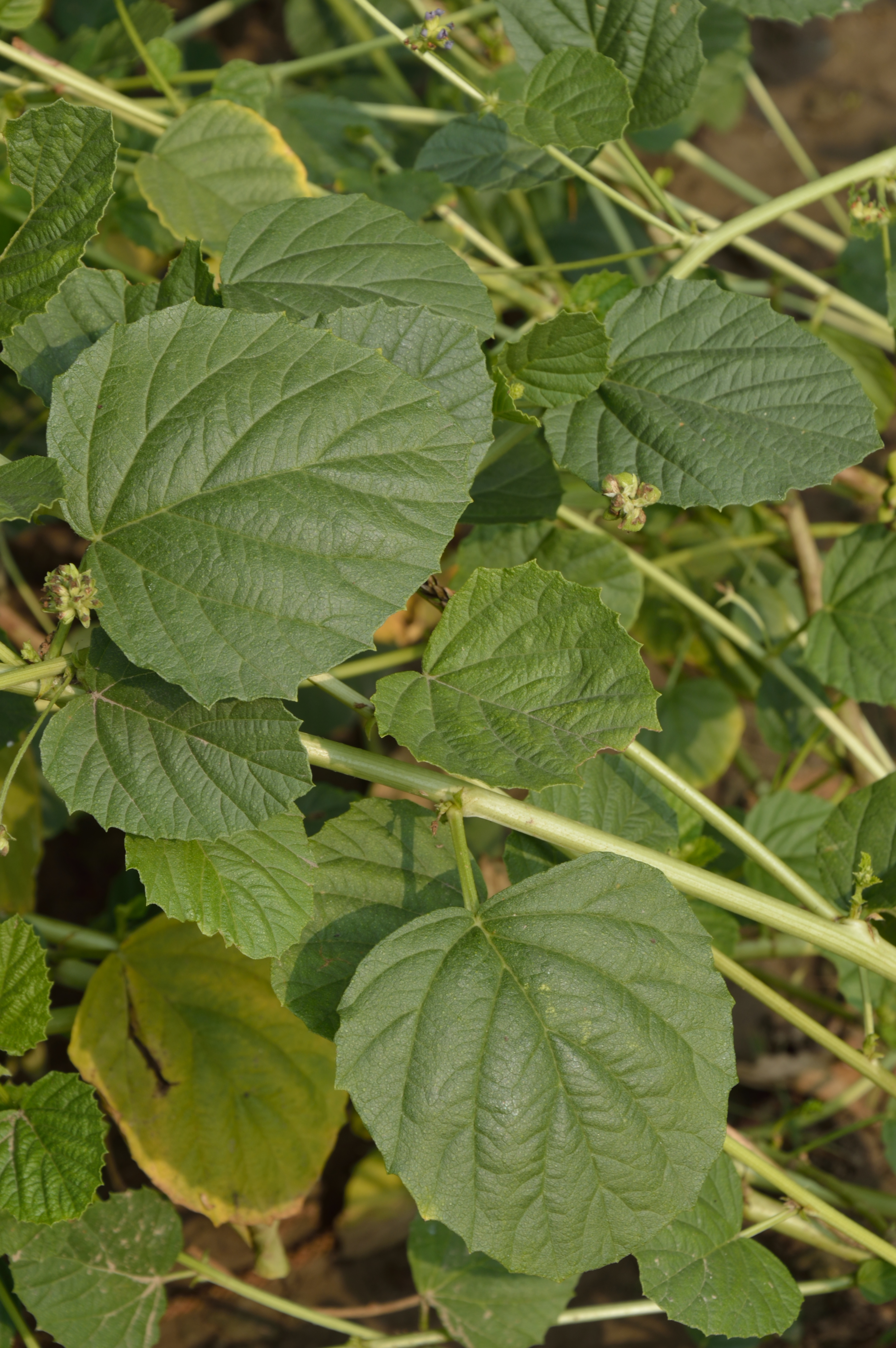
Hojas

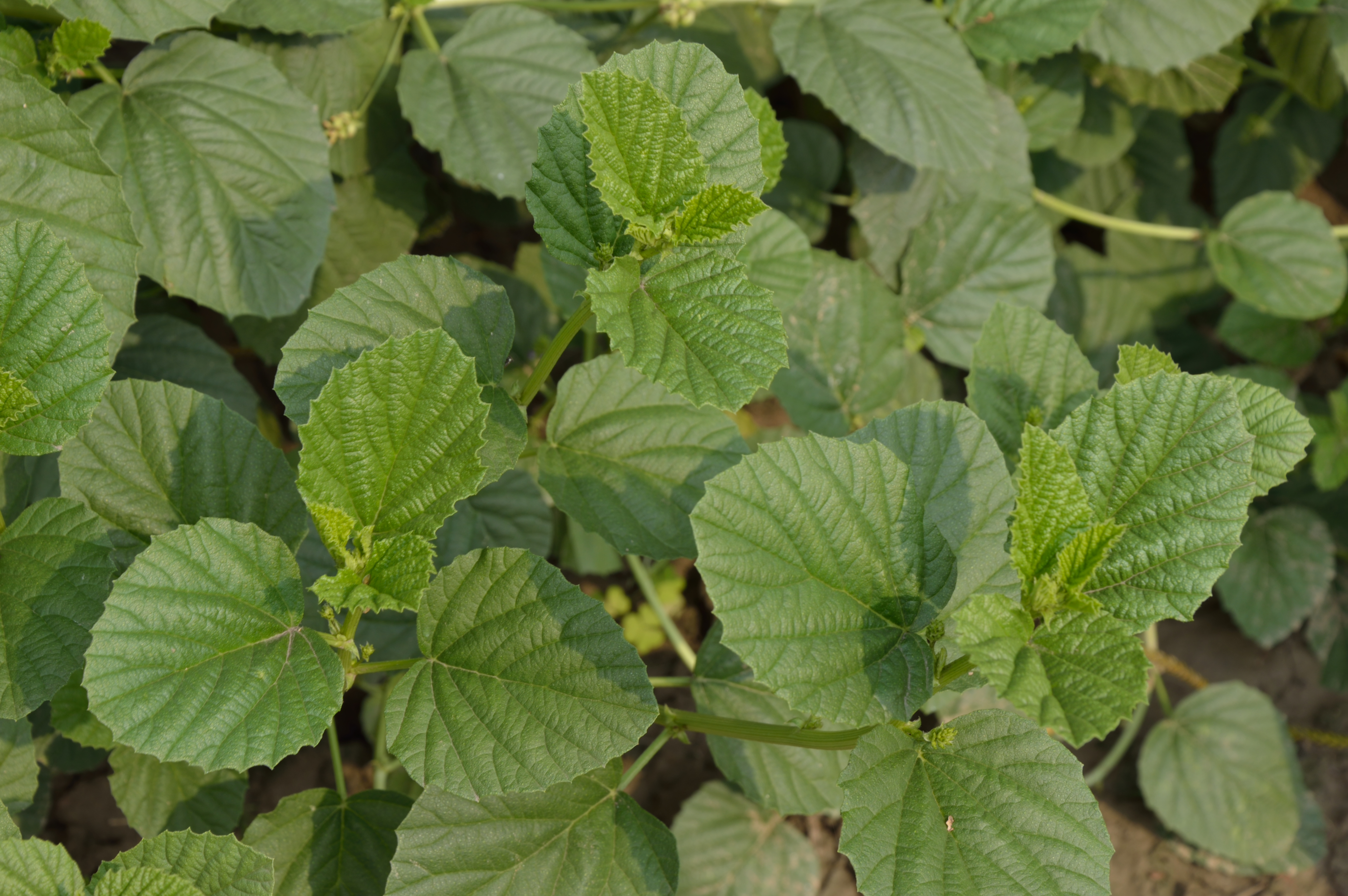
Hojas

## Descripción
Es una hierbas, anual, que alcanza un tamaño de 60-150 cm de altura. Tallos erectos, ramificados, puberulentos escasamente blancos, salpicado de glándulas. Hojas 1-folioladas, a veces con un volante lateral mucho menor; estípulas falcadas, 7-8 mm; pecíolo de 2-4,5 cm; lámina de la hoja ampliamente ovadas, 4.5-9 × 3-6 cm, en ambas superficies subglabrescentes y salpicadas de glándulas negras, base redondeada o subcordada, margen ondulado o dentado irregular toscamente, ápice obtuso o agudo. Inflorescencia axilar, densamente congestionada, capitado o poco racemosa, con 10-30 flores; pedúnculos de 3-7 cm; brácteas membranosas. Cáliz de 4-6 mm. Corola de color azul a amarillo; de 5,5 mm. Leguminosas, ovoides, de 5 mm, glabro, ápice con una punta corta, irregular reticulada. Semillas de color marrón oscuro, reniformes, 3-5 × 2-4 mm. Fl. julio-agosto, fr. septiembre-octubre.

## Distribución y hábitat
Se encuentra en los valles cálidos, cultivadas en C y E de China. Guizhou, Sichuan, Yunnan y en Bangladés, India, Indonesia, Malasia, Myanmar, Pakistán, Sri Lanka, Este de África (Somalia), SW Asia (S Península arábiga).

## Farmacología
Un extracto de la fruta de la planta se ha demostrado que actúa como un inhibidor de la recaptación de dopamina y noradrenalina in vitro.
Los extractos obtenidos a partir de las semillas de P. corylifolia han demostrado que inhibe el complejo mitocondrial in vitro y por lo tanto pueden aumentar la susceptibilidad a estrés oxidativo.
P. corylifolia ha sido implicada en al menos un caso de severa hepatotoxicidad en una mujer de 64 años de edad, que se auto-medicó con una variedad de hierbas Aryuvedicas para su vitíligo. Los autores identifican los psoralenos como "el candidato principal que causa la reacción hepatotóxica".

## Los componentes químicos
El extracto contiene un número de compuestos químicos de flavonoides (neobavaisoflavona, isobavachalcona, bavachalcona, bavachinin, bavachin, corylin, corylifol, corylifolin y 6-prenylnaringenin); cumarinas (psoralidin, psoraleno, isopsoralen y angelicina) y meroterpenos ( bakuchiol y 3-hydroxybakuchiol).
Concentraciones muy altas genisteína se han encontrado en las hojas de Psoralea corylifolia.

## Uso en la medicina tradicional china
P. Corylifolia L. , o Bu Gu Zhi en la medicina tradicional china (MTC) es una hierba que se usa para tonificar los riñones, especialmente del riñón yang y esencia. Se utiliza para ayudar a la curación de fracturas óseas, para el dolor de espalda baja y la rodilla, la impotencia, enuresis nocturna, pérdida de cabello, y el vitíligo.

## Taxonomía
Cullen corylifolium fue descrita por (L.) Medik. y publicado en Vorlesungen der Churpfälzischen physicalisch-ökonomischen Gesellschaft 2: 381. 1787.
Etimología
Cullen: nombre genérico que es quizás del nombre que recibe en Chile la Psoralea glandulosa L., culén y culé m. –“cullen”, en la traducción francesa de Molina, “Essai sur l’histoire naturelle du Chili”, p. 134 (1789), y en Lam., Encycl. 5: 685 (1804), donde se describe una Psoralea cullen Poir.
corylifolium: epíteto latíno 
Sinonimia
- Cullen corylifolia (L.) Medik.
- Cullen corylifolius (L.) Medik.
- Lotodes corylifolia (L.) Kuntze
- Lotodes corylifolium (L.) Kuntze
- Psoralea corylifolia L.
- Psoralea patersoniae Schonl.
- Psoralea pattersoniae Schönland
- Trifolium unifolium Forssk.[10]